# Miendielejewo
Miendielejewo (ros. Менделeево) – osiedle typu miejskiego w Rosji, w obwodzie moskiewskim. W 2020 roku liczyło 7064 mieszkańców.